# Agnes von Ungarn

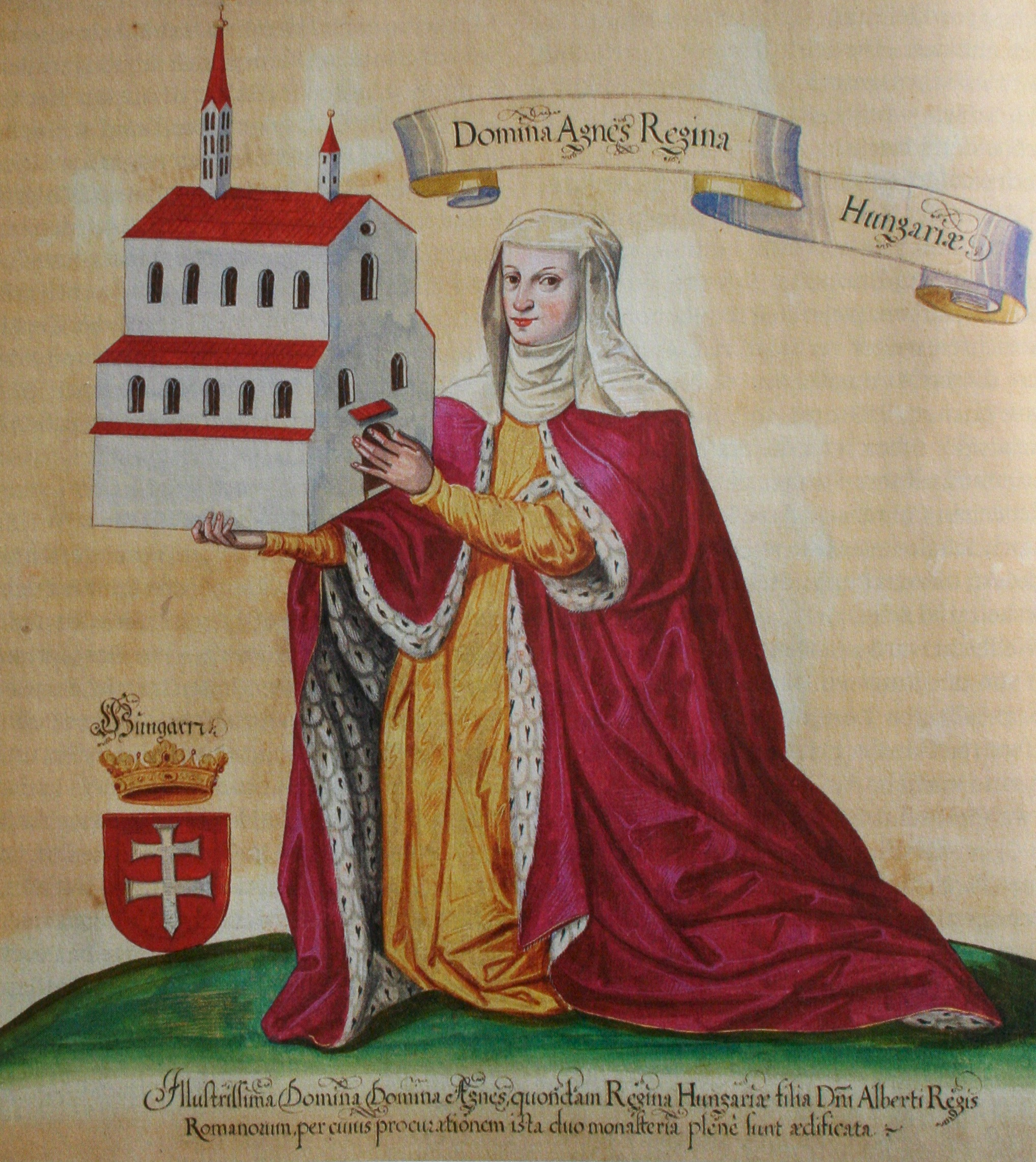
Agnes von Ungarn

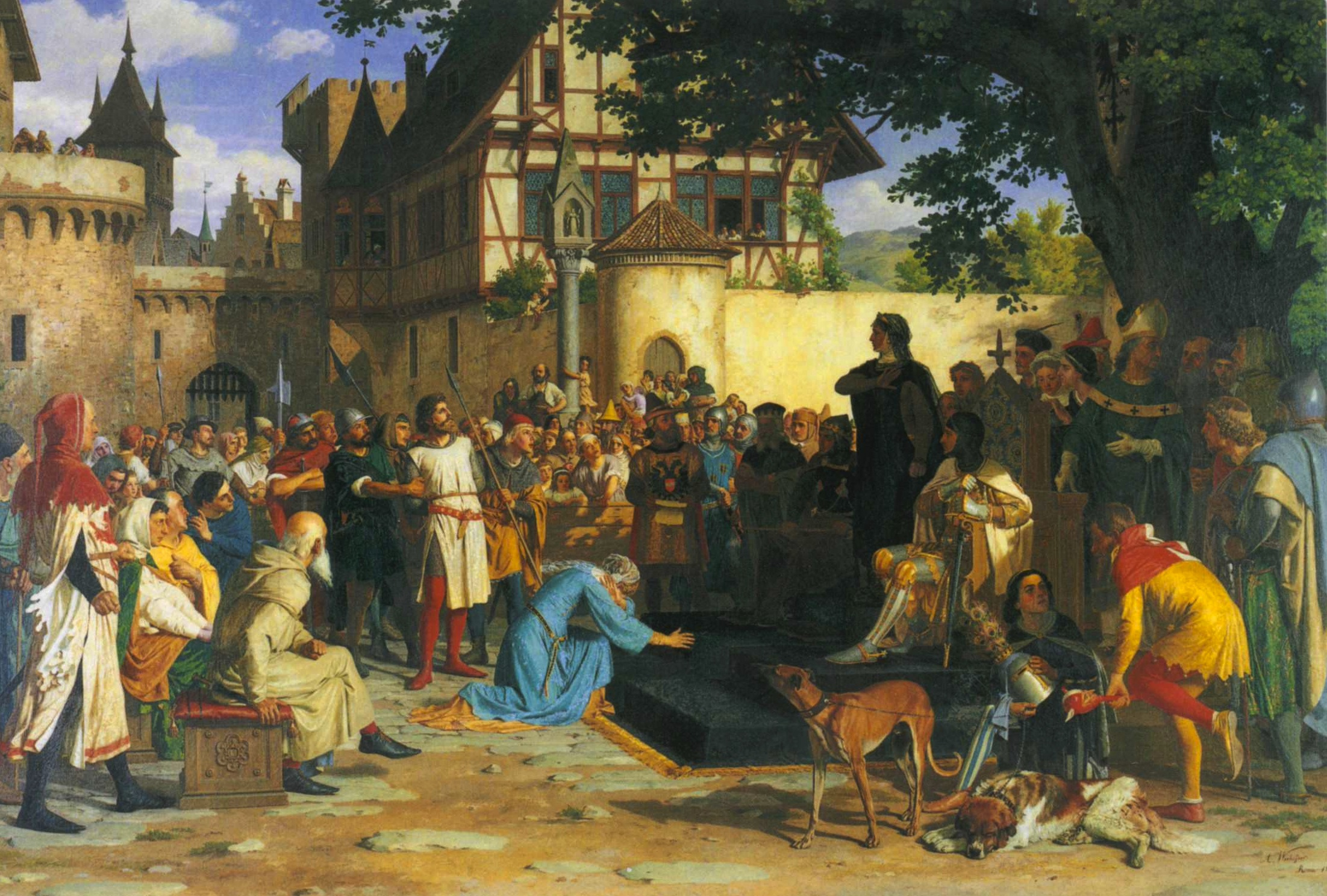
Rudolf von Warts Gattin Gertrud von Balm fleht vor Agnes von Ungarn um das Leben ihres Mannes. Gemälde von August Weckesser

Stift St. Paul im Lavanttal, Zugang zur Gruft der frühen Habsburger

Agnes von Ungarn (* um 1281; † 11. Juni 1364 in Königsfelden bei Windisch, (heutige Schweiz)) aus dem Geschlecht der Habsburger war Tochter des deutschen Königs Albrecht I. und dessen Gattin Elisabeth von Görz-Tirol. Sie war die Gattin des ungarischen Königs Andreas III.

## Leben
Ihre Heirat mit dem ungarischen König fand am 13. Februar 1296 in Wien statt; König Andreas starb jedoch bereits fünf Jahre später und Agnes übernahm von da an die Erziehung ihrer Stieftochter Elisabeth. 1308 wurde Agnes’ Vater bei Windisch, unweit der Stammburg der Habsburger, ermordet. Zum Gedenken an diese Familientragödie stiftete die Witwe Elisabeth von Görz-Tirol das Kloster Königsfelden, ein Doppelkonvent der Klarissen und Franziskaner-Minoriten. Agnes lebte dort ab 1317, ohne je ein Gelübde abzulegen. Zur gleichen Zeit trat ihre Stieftochter Elisabeth ins nahe gelegene Dominikanerinnenkloster Töss ein. Das Kloster Königsfelden führte Agnes mittels umfangreicher Landkäufe und wirtschaftlichen Geschicks zur Blüte. Unter anderem gab sie den Auftrag zum Bau der Klosterkirche Königsfelden, die zu den Hauptwerken der Bettelordensarchitektur in der Schweiz zählt.
Ab etwa 1330 stand Agnes ihrem jüngeren Bruder, Herzog Albrecht II., als Beraterin zur Seite, war habsburgische Repräsentantin in den österreichischen Vorlanden und wirkte in zahlreichen Konflikten als Vermittlerin. So erreichte sie 1333 im Gümmenenkrieg und 1340 im Laupenkrieg einen Landfrieden zwischen den Städten Bern und Freiburg im Üechtland. Die Vermittlung zwischen Zürich, Rapperswil und den Waldstätten im Jahr 1351 scheiterte jedoch.
Agnes von Ungarn besaß die landesherrschaftlichen Rechte über die habsburgischen Ämter Bözberg und Eigenamt sowie über die Stadt Brugg. Sie stiftete das Spital in Baden.
Meister Eckhart schrieb in ihrem Auftrag die Trostschrift „Buch der göttlichen Tröstung“.

## Bestattung
Sie war in der Kirche des Klosters Königsfelden bestattet. Durch die Feierliche Übersetzung der kaiserlich-königlichen-auch-herzoglich-österreichischen höchsten Leichen kam sie mit den anderen zunächst in den Dom St. Blasien und nach der Aufhebung des Klosters St. Blasien in die Stiftskirchengruft des Klosters Sankt Paul im Lavanttal in Kärnten.